# Suimanga de Rockefeller
El suimanga de Rockefeller (Cinnyris rockefelleri) és un ocell de la família dels nectarínids (Nectariniidae).

## Hàbitat i distribució
Habita bosquets de bambú i vegetació de muntanya de l'est de la República Democràtica del Congo.